# クエストシリーズ
クエストシリーズは、コンピュータ将棋の開発などに携わった棚瀬寧が開発し、Mindwalk株式会社が運営する、ボードゲームのオンライン対戦アプリシリーズ。
将棋・囲碁・チェス・オセロ・連珠・バックギャモンのアプリがそれぞれ独立して存在する。

## 概要
いずれのアプリも基本無料。ブラウザ版も存在するが、機能性の面からアプリ版の使用が推奨されている。対局相手は自動で決定され、設定でbotとの対戦を許可していた場合はbotとの対戦となることもある。各アプリは相互に連携しており、アカウントも連携できる。
全てのアプリで、イロレーティングに準じたレーティングシステムが採用されている。ただし、対局数が少ないうちは「仮レート」状態としてレーティングの変動幅が大きくなり、表示上のレーティングも真のレーティングより低くなる。また、長期間対局していない場合も仮レート状態となる。ランキングにはアクティブプレイヤーのみが反映され、一定期間プレイしていないプレイヤーはランキングから除外される。先手・後手別のレーティングや、戦術別のレーティングも記録される。
将棋・囲碁・オセロは対局のルールが複数に分かれており、その各々で個別にレーティングが算出される。また、各アプリのレーティングを全て参照して算出される「総合成績」というレーティングシステムも採用されている。
レーティングに対応して段級位も認定される。レーティングは対局の結果に応じて上下するが、段級位は一度認定を受けると降段・降級することはない。
コンピュータソフトを用いて着手を選択する行為（いわゆるソフト指し・ソフト打ち）や、アカウントを多重に作成する行為などは厳禁とされており、アクセス禁止などの対処が取られる。また、必敗の局面で投了せずに放置して時間切れ負けする行為や、意に沿わない相手との対局になった場合に即座に投了する行為なども処罰の対象となる。対局のルールは概ね各ボードゲームの一般的なルールに準拠しているが、双方の合意が必要な細則などについては独自の規則が一部採用されている。
クエストシリーズを用いた大会「トライボーディアン」も2015年より開催されている（後述）。

## アプリ一覧

### 将棋クエスト
将棋及びついたて将棋の対局ができる。2014年リリース。2025年現在、対局ルールは「長考（10分切れ負け）」「5分切れ負け」「2分切れ負け」「ついたて将棋」に分かれている。
- 将棋では、手数が500手を越えると引分となる。入玉に関してはいわゆるトライルールが採用されており、相手玉の初期配置の位置（先手なら5一、後手なら5九）に自身の玉を安全に進めると勝利となる。また、双方が設定で合意していた場合は駒落ち戦での対局となることもある[5]。
- ついたて将棋では、反則となる着手を10回指すと反則負けとなる。また、150手が経過しても勝敗が決しない場合は引分となる[5]。トライルールは採用されていない[注 4][5]。また、当初はついたて将棋は「ついたて将棋オンライン」として将棋クエストとは別のアプリで運営されていたが、2014年のうちに将棋クエストと統合された[8]。
- 「ひとりで練習」というソロプレイモードもあり、実戦譜をもとにした詰将棋を解く「詰めチャレ」や、「CPU対戦モード」などがある。
- クエストシリーズの中では最初にアバターが利用できるようになった。特定の条件を満たすとアバターが解放されていく。

### 囲碁クエスト
囲碁の対局ができる。2014年リリース。対局ルールは「9路対局」「13路対局」「19路対局」に分かれている。
- 持ち時間にはフィッシャールールが採用されており、9路対局が3分+1手毎に1秒、13路対局が5分+1手毎に3秒、19路対局が7分+1手毎に3秒[6]。初期は9路対局と13路対局のみであったが、2017年に19路対局も追加された[9]。
- 対局のルールには中国ルールが採用されている。終局時の地合判定は自動で行われるため、ダメ詰めが終わった後はパスする前に誤判定の恐れがある箇所に手入れをすることが推奨されている[注 5][6]。コミはいずれのルールでも7目で、持碁有り[6]。初期はコミ7目半であったが、2015年にコミ7目に変更された[10]。双方が設定で合意していた場合は置き碁での対局となることもある[6]。
- 2022年からアバターが利用できるようになった。
- ソロプレイモード「ひとりで練習」では、詰碁を解く「囲碁詰めチャレ」がプレイできる。他のアプリとは異なりプロ棋士による監修が入っており、無制限でプレイするためには有料の「プレミアムプラン」に加入する必要がある。

### チェスクエスト
チェスの対局ができる。2014年リリース。2022年現在の対局ルールは1種類のみ。
- 持ち時間にはフィッシャールールが採用されており、5分+1手毎に2秒。

### オセロクエスト
オセロの対局ができる。2014年リリース。対局ルールは「5分対局」「1分対局」「1分XOT対局」に分かれており、いずれも切れ負け。
- 当初はメガハウスの商標登録である「オセロ」を避けた「リバーシ大戦」という名称であったが、許諾を得て2018年に「オセロクエスト」へ改称した[11][12]。
- 「1分XOT対局」（2025年に追加）では、コンピュータオセロが互角と判定したランダムな局面から対局が開始される。
- ソロプレイモード「ひとりで練習」では、詰めオセロを解く「オセロ詰めチャレ」などがプレイできる。

### 五目クエスト
連珠の対局ができる。2017年リリース。対局ルールは「5分対局」と「1分対局」（2024年に追加）に分かれている。
- 持ち時間にはフィッシャールールが採用されており、5分対局は5分+1手毎に3秒、1分対局は1分+1手毎に1秒。
- 黒番の三三、四四、長連は禁じ手[13]。
- 開局規定は以下の通り。
  - 黒番のレーティングが1700未満の場合、自由打ち。
  - 黒番のレーティングが1700以上2000未満の場合、珠型交替打ち。
  - 黒番のレーティングが2000以上の場合、タラニコフルール。
- 合意満局（双方の合意による引分）に相当する制度は無く、手数が100手に達すると自動的に引分となる[13]。
- ソロプレイモード「ひとりで練習」では、四追いを解く「四追いチャレンジ」などがプレイできる。有料の「プレミアムプラン」に加入すれば、広告なしで無制限のプレイが可能となる。
- 日本連珠社は、五目クエストでの段級位に応じて級位及び初段の認定を行っている[14][15]。

### バックギャモンクエスト
バックギャモンの対局ができる。2018年リリース。リリース元はアンバランスであり、他のクエストシリーズとはUIが大きく異なる。アプリの名称は「ザ・バックギャモン」で、そのうちのオンライン対戦モードに「バックギャモンクエスト」の名称が用いられている。
- オンライン対戦の持ち時間はディレイ方式[注 6]で、持ち時間3分、ディレイ時間12秒[4]。
- オンライン対戦の形式はシングル戦のみ。ただし、ダブリングキューブ、ギャモン勝ち、バックギャモン勝ちはいずれも有効で、結果によってレートの変動幅が変化する[4]。
- オフライン対戦では15ポイントマッチまでを遊ぶことができ、AIとも対局できる。

## トライボーディアン
トライボーディアンは、将棋クエスト・囲碁クエスト・オセロクエストを用いた3競技で争う大会。2015年より開催されている。通常はアマチュア棋戦には参加しない囲碁棋士や将棋棋士も参加可能なのが一つの特色である。2018年には、棚瀬を会長としてトライボーディアン協会が発足している。
対局ルールは、将棋が5分切れ負け、囲碁が9路盤、オセロが5分切れ負け。

## 関連書籍
- Mindwalk監修『詰めチャレ公式問題集 初級編』（マイナビ出版、2022年12月22日）
- 山田晋次『囲碁・詰めチャレ公式問題集 山田編』（マイナビ出版、2023年12月21日）